# Jonckheere (Unternehmen)

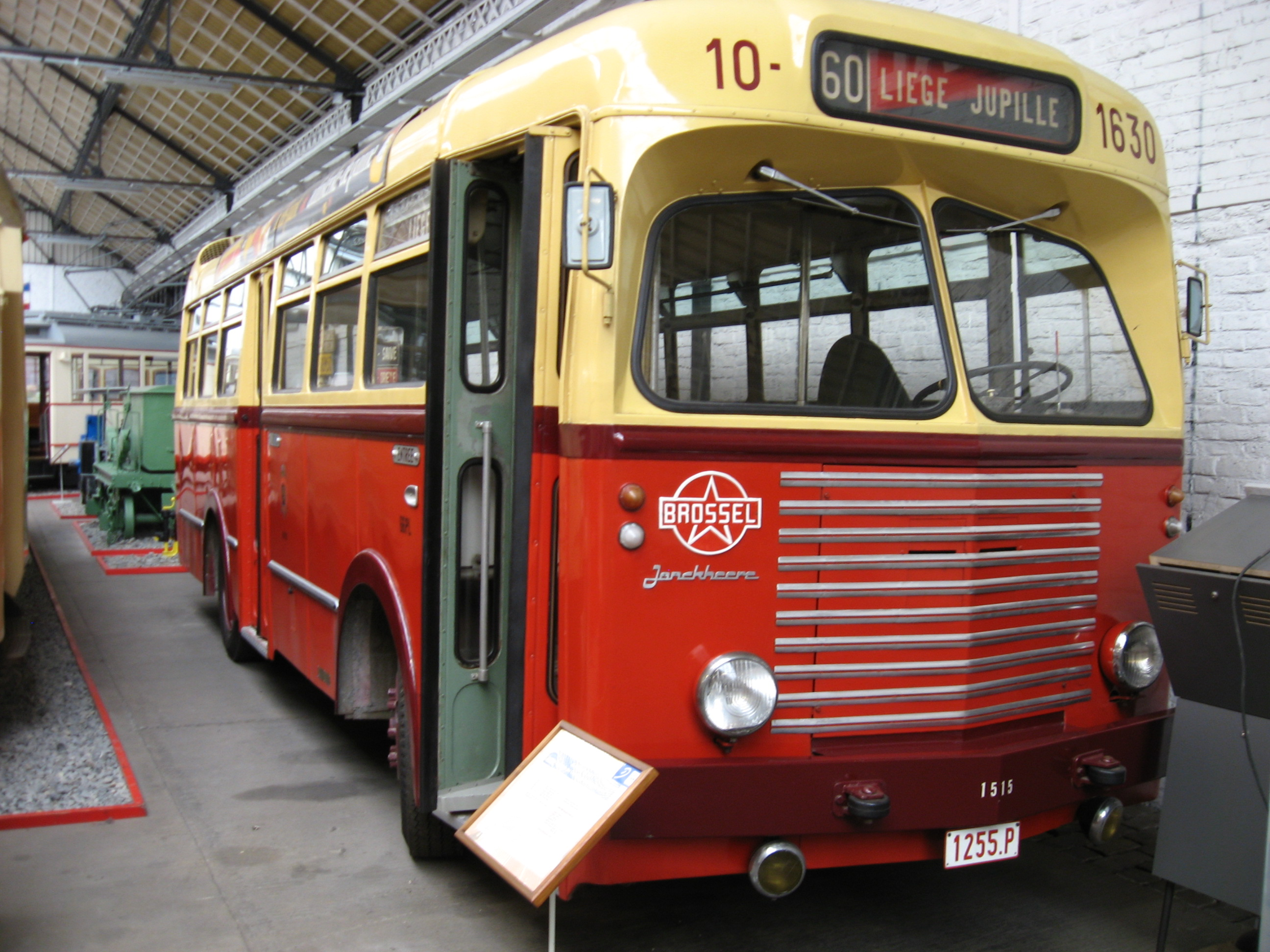
Ein Jonckheere-Bus auf Brossel-Fahrgestell aus den 1950er Jahren

Jonckheere (heute VDL Jonckheere) ist ein belgischer Hersteller von Reise- und Linienbussen.

## Geschichte
1881 begann Henri Jonckheere in Beveren nahe Roeselare in der belgischen Provinz Westflandern mit dem Bau von Pferdewagen. 1902 wurde das erste Automobil hergestellt, 1922 ließ Henris Sohn Joseph Jonckheere die erste Omnibusaufbau bauen. Bis in die frühen 1930er Jahre machte die Fertigung von Pkw-Karosserien einen bedeutenden Anteil der Produktion aus, danach konzentrierte man sich auf den Bau von Reise- und Linienbussen. Die Firma wurde in diesem Segment zum belgischen Marktführer.

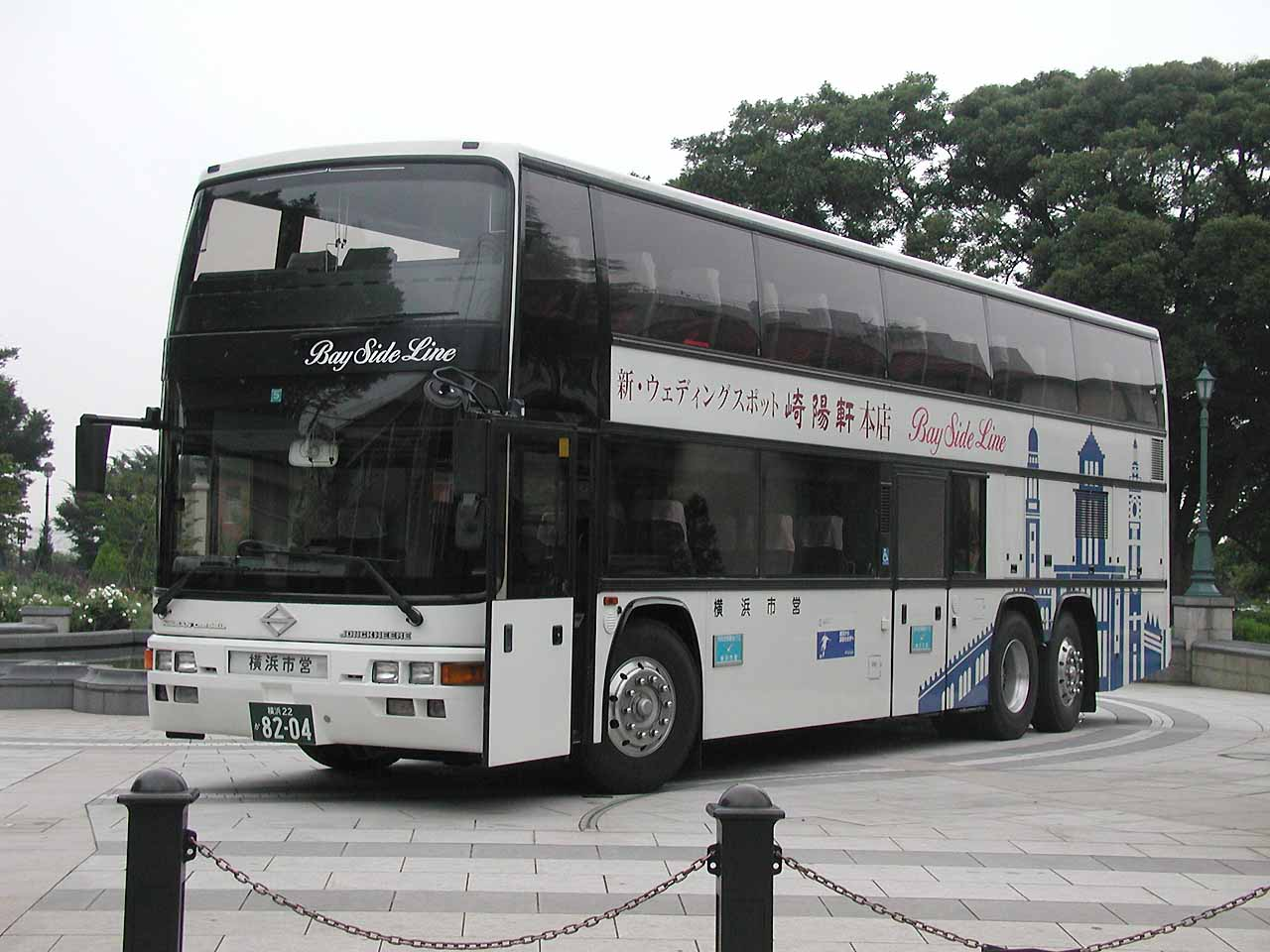
Ein Jonckheere Monaco Doppeldecker von 1993 auf einem Nissan Diesel Chassis in Yokohama

Nach dem Zweiten Weltkrieg wurden luxuriöse Reisebusse, Stadt- und Überlandlinienbusse, Gelenkbusse, und schwere Busse für den weltweiten Export sowie Spezialkarosserien angeboten. In den 1970er Jahren brachte Jonckheere seine Baureihe Bermuda auf den Markt, die 1977 in Großbritannien erschien und bis 1982 produziert wurde. In Deutschland fand Jonckheere fast ausschließlich bei Bussen der belgischen Armee Verbreitung.

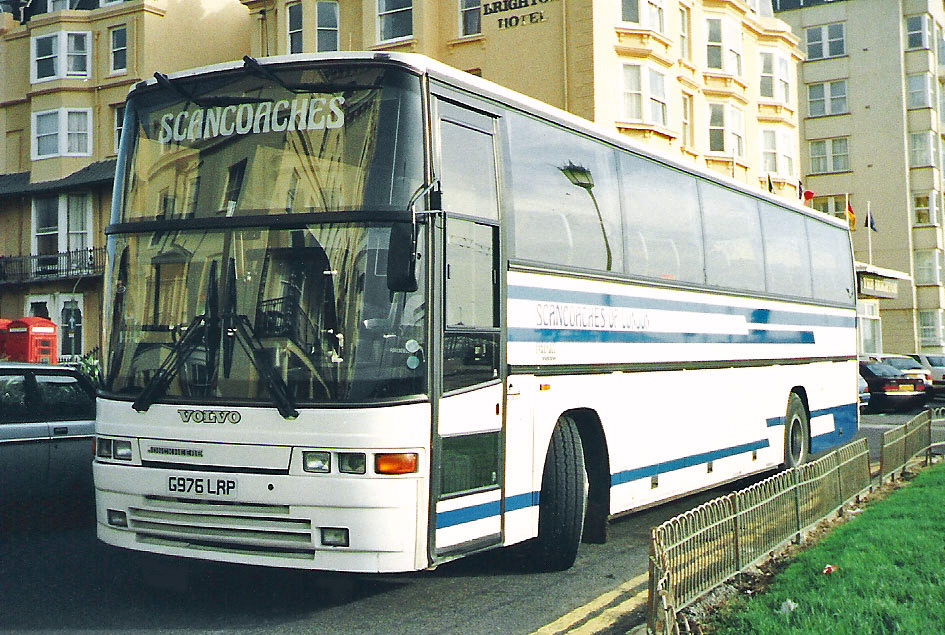
Ein Jonckheere Deauville auf Volvo-Chassis von 1990 in London

1981 feierte Jonckheere sein hundertjähriges Jubiläum mit der Touringbus-Baureihe Jubilee. Diese Baureihe schloss das Niederflurmodell P35, das gewöhnliche Modell P50/P599, das Modell P799 mit einem Niederflur-Cockpit, das Modell P90 als Anderthalbdecker mit einer großen Hecklounge und das Modell P99 als Doppeldecker ein. 1989 brachte Jonckheere die Deauville-Baureihe auf den Markt. 1994 kam das Doppeldeckermodell Monaco hinzu. 1996 wurde das Reisebusmodell Mistral in zwei Höhen (50 und 70) eingeführt. Es wurde bis 2007 produziert und durch die Modellreihe SHV ersetzt. 1994 wurde Jonckheere Teil der Berkhof Groep, die vier Jahre später von der VDL Groep übernommen wurde. In Europa führte Jonckheere ein hochwertiges Reisebusmodell ein. Die SH-Serie war anfangs auf dem Chassis des Heckmotor-Volvo B12B verfügbar. Das Demonstrationsobjekt hatte eine Höhe von 3,8 m. Die Karosserie basierte zunächst ebenfalls auf dem Volvo B12M, später auf dem Volvo B9R. Hinzu kamen längere 14-Meter-Versionen auf dem Chassis des Volvo B12BT und B13R sowie Karosserien auf DAF- und Nissan-Basis.

## Produkte

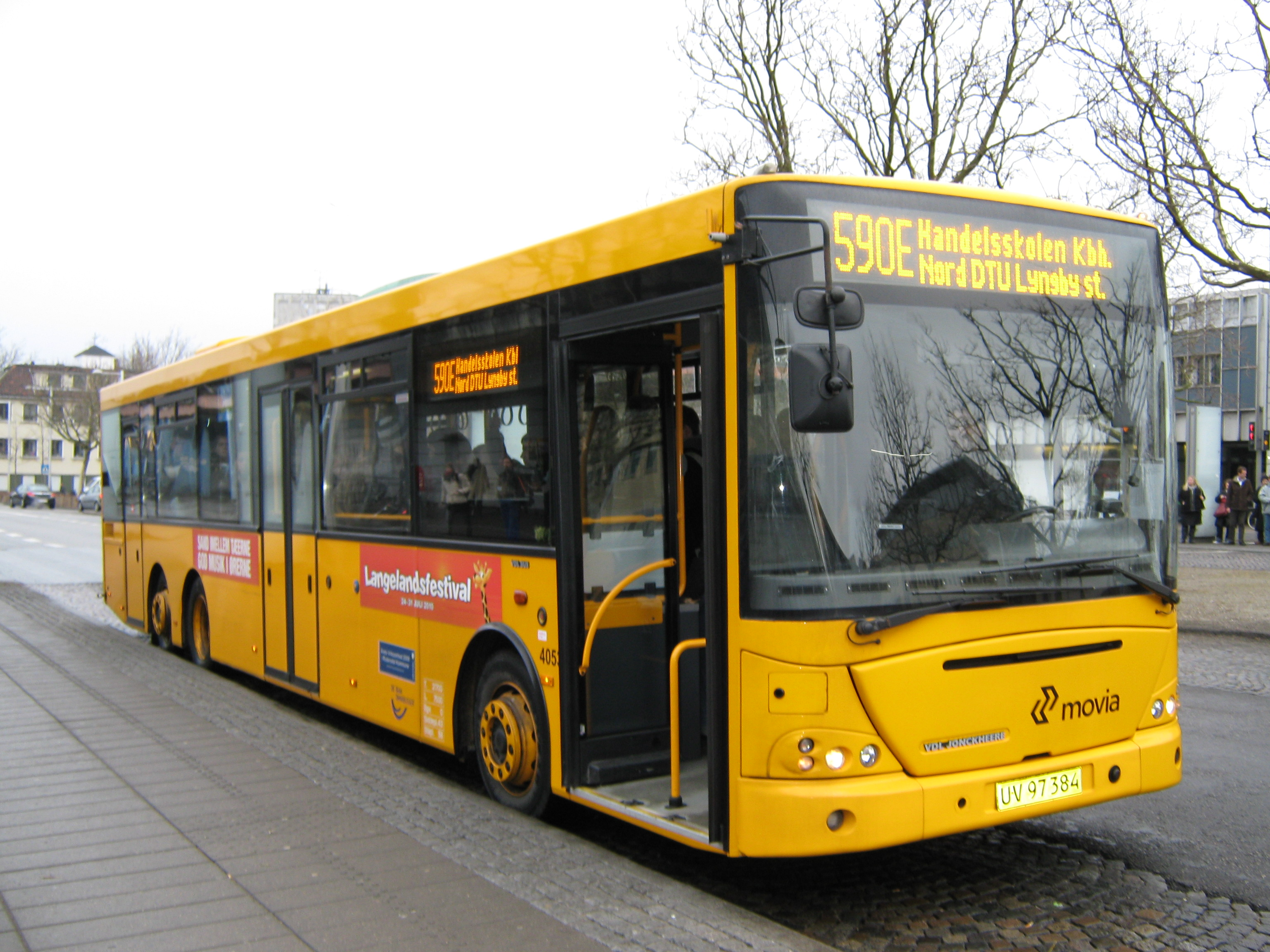
VDL Jonckheere Transit 2000

### Aktuell
- SHV

### Ältere
- Bermuda
- Jubilee
- Deauville
- Monaco
- Arrow 30, 50, 70
- Mistral 30, 50, 70

### Verbundene Unternehmen
- VDL Berkhof
- VDL Bova
- VDL Bus Chassis